# Laphria melanogaster
Laphria melanogaster là một loài ruồi trong họ Asilidae. Laphria melanogaster được Wiedemann miêu tả năm 1821. Loài này phân bố ở vùng Tân Bắc giới.